# Білосюк Іван Петрович
Іван Петрович Білосюк (нар. 18 січня 1984) — український лижник, учасник чоловічого спринту на зимових Олімпійських іграх 2006 року.

## Особисте життя
У 2021 році, будучи сервісменом збірної України з біатлону, одруджився з українською біатлоністкою, олімпійською чемпіонкою, Оленою Підгрушною. У 2025 році розлучилися.